# Schelomo (Ernest Bloch)
Schelomo – Hebräische Rhapsodie für Violoncello und Orchester, nach dem altisraelischen König Salomo (hebräisch שְׁלֹמֹה Šəlomoh, deutsch ‚Salomon‘; Schelomo), ist ein Musikstück für solistisches Violoncello und Orchester von Ernest Bloch aus den Jahren 1915 bis 1916. Das Stück ist sein bekanntestes und gehört stilistisch in die neoklassische und spätromantische Periode des Komponisten. Die aus drei Teilen bestehende programmmusikalische Komposition beschreibt in archetypischer, teilweise orientalisch anmutender Harmonik und Klangfarbe, den Dialog des legendären israelischen Königs Salomo, dessen Stimme das Violoncello wiedergibt, mit seinem Volk, das vielstimmig durch das Orchester spricht.

## Hintergrund
Ernest Bloch wollte mit seinem Werk jüdische Musik nicht rekonstruieren wie ein Archäologe, ihn interessierte vielmehr der tiefere hebräische Geist dieser Musik. Das Musikstück Schelomo gehört zu Blochs Werkreihe Jüdischer Zyklus, der ab 1912 entstand. Mit den in diesem Zyklus enthaltenen Werken fand der Komponist seine Bestimmung für diese Art von Musik. Dazu gehören die Stücke Prelude and Two Psalms (Psalmen 137 und 114, für Sopranstimme und Orchester, 1912–1914),  Trois poèmes juifs (drei jüdische Gedichte, für Orchester, 1913), Psalm 22 (für Bariton und Orchester, 1914), Israel (Sinfonie für fünf Solostimmen und Orchester, 1912–1916) und Schelomo - Hebräische Rhapsodie für Violoncello und Orchester (1915/1916). Ernest Bloch nutzte für diese Werke als Inspiration immer Texte aus der Hebräischen Bibel. Er plante ursprünglich ein Vokalwerk mit Texten aus dem Buch Kohelet, einer Sammlung von Lebensregeln und weisen Ratschlägen, die König Salomo zugeschrieben werden, war sich aber nicht sicher, welche Sprache er verwenden sollte. Das Cello als Soloinstrument war schließlich die Lösung. Ein Besuch bei dem virtuosen jüdisch-russischen Cellisten Alexandre Barjansky in Genf, der eine von seiner Frau Katherina hergestellte Wachsfigur des Königs Salomo besaß (eine andere Version der Geschichte spricht lediglich von der Skizze einer kleinen Salomo-Figur, die Katherina Barjansky bei dem Besuch Blochs anfertigte, um sie ihm später als fertige Skulptur zu schenken), regte ihn schließlich zur Vollendung der Komposition an. Bloch widmete das Werk dann auch den Barjanskys als: Pour Alexandre et Catherine Barjansky. Konzept der programmmusikalischen Komposition ist der Dialog zwischen dem König Salomo und seinem Volk. Salomos Stimme wird durch die Solopartie des Violoncellos intoniert, das Volk erwidert Salomos Worte in der Gestalt des Orchesters.

## Geschichte und musikalischer Gehalt
Schelomo war das letzte Musikstück Blochs, das er vor seiner Reise in die USA noch in der Schweiz fertigstellte. Uraufgeführt wurde es am 3. Mai 1917 in der New Yorker Carnegie Hall unter der Leitung von Artur Bodanzky. Den Solopart spielte der Cellist und spätere Gründer des National Symphony OrchestraHans Kindler. In jenem Konzert wurden auch zwei weitere Werke aus dem Jüdischen Zyklus aufgeführt, so die Trois poèmes juifs (Uraufführung drei Monate zuvor in Boston) und die Israel Symphony, dirigiert von Bloch selbst.
Schelomo besteht aus drei Teilen, die ohne Pause gespielt werden. Das Stück dauert damit je nach Interpretation etwa 20 Minuten. Das solistische Cello beschreibt in seinem durchaus lyrischem Spiel Salomos Weltsicht, Weisheit, Sinnlichkeit und Lebensfreude, aber auch pessimistische Sätze wie alles sei eitel, auch in dem Wissen des Scheiterns. Weitere programmmusikalische Elemente von Blochs Musik sind eine spezielle exotisch-orientalisch anmutende Harmonik, seit der Jahrhundertwende beispielsweise ansatzweise bekannt aus Richard Strauss’ Oper Salome (Tanz der sieben Schleier), bestehend aus oft verwendeten Halbtonschritten, Quarten und übermäßiger Sekunde, reichen Klangfarben, die durch eine bestimmte ungewöhnliche Instrumentation hervorgerufen werden. Das alles erzeugt eine überaus emotionale Musik, die durch Monologe des Cellos, den Fragen einzelner Instrumente und den darauf folgenden Antworten wiederum des Soloinstruments geprägt ist. Aber auch das Durcheinanderreden in einigen instrumentalen Tutti-Passagen wird musikalisch illustriert. Zahlreiche klangliche Zitate aus der jüdischen Welt, tänzerische und sinnlich anmutende Elemente ergänzen außerdem das Stück. Beispielhaft ist das Alles ist eitel und ein Haschen nach Wind aus Salomos Predigt (Prediger 1,14), das durch Holzbläser, Harfen und Streicher thematisch dargeboten wird. Ein weiteres Beispiel ist der urtümlich klingende Ruf des Schofars, eines Widderhorns, das Bloch durch ein solistisches Fagott und eine Oboe erklingen lässt. Das Stück endet mit einem ganz leisen (pianopianissimo) Monolog des Violoncellos in tiefen Lagen.

### Erster Teil
Der erste Teil des Stückes ist zunächst mit der musikalischen Vortragsbezeichnung Lento moderato überschrieben. Er soll also langsam und mäßig beginnen. Das Cello als Stimme des Predigers beginnt, inspiriert durch Salomos Worte über die Eitelkeit und seine traurigen Schlussfolgerungen daraus, mit dem ersten Thema in Form einer Kadenz. Das Orchester folgt zunächst leise, um dann ab dem 16. Takt (Andante moderato) stärker werdend den Dialog aufzunehmen. Nun erscheinen auch die anderen Themen, die in immer kleinere klangliche Einheiten zerlegt, variiert und wieder zusammengeführt werden. Fremdartig wirkende Klangfarben, untermalt von den Harfen, der Celesta und den Streichern in der Spieltechnik Col legno, illustrieren den exotisch-orientalischen Charakter der Musik und damit Salomos Volk. Es gibt Phasen, in denen das Orchester regelrecht aufgeregt ist, dann aber von dem Soloinstrument beruhigt wird. Gegen Ende des ersten Kapitels entsteht ein dramatischer orchestraler Höhepunkt mit allen Instrumenten (fortissimo), der dann aber in einem letzten bestimmten und lebhaften Monolog des Cellos beendet wird.

### Zweiter Teil
Das zweite Kapitel (Allegro moderato) von Schelomo wird vom Ruf des Schofars bestimmt. Der Schofar ist das Horn eines Widders, auf dem einfache Melodien weit tragend geblasen werden können. Als rituelles jüdisches Instrument erinnert er an die Opferung Isaaks. In Schelomo wird der Schofarruf durch ein solistisch gespieltes Fagott zu Gehör gebracht. Ihm folgt nach ein paar Takten die Oboe, die das Thema weiter entwickelt. Dieses Thema ist nach Ansicht der amerikanischen Cellistin und Musikwissenschaftlerin Tracie D. Price die einzige jüdische Originalmelodie, die Bloch in seinem Stück verwendet. Es handelt sich um einen ursprünglich aus dem süddeutschen Raum stammenden Kantorialgesang mit dem Titel Kodosh Attoh. Dieses Thema wird in der Folge von den anderen Instrumenten, auch vom solistischen Cello, aufgenommen und variiert. Im späteren Verlauf erscheint ein zweites Thema, das von dem Orchester auf dynamische und rhythmische Weise regelrecht zu einem kriegsähnlichen aggressiven Klang gesteigert wird, während das Cello (die Stimme Salomos) vergeblich versucht, das Orchester zurückzuhalten. Der zweite Höhepunkt des Stückes folgt in musikalischer Intensität mit allen Instrumenten, und schließlich beruhigt sich die Musik, Blechbläser und Pauken hören auf zu spielen.

### Dritter Teil
Überschrieben ist dieser letzte Teil der Rhapsodie mit der Tempobezeichnung Andante moderato. Die Lautstärke ist auf ein Pianissimo reduziert worden, und immer noch ertönt schwach der Ruf des Schofars, diesmal allerdings leicht von zwei im Abstand einer reinen Quinte gestimmten Pauken geschlagen. Die bisherigen Themen werden mit neuen Klangfarben wieder aufgenommen. Dann beginnt das Cello mit düsteren und hoffnungslosen Tönen seinen Monolog, Salomo scheint zu klagen. Dann geht das Spiel über in eine Art traumhafte, friedliche, durch die Celesta erzeugte Harmonien; es ist die Fantasie einer besseren Welt, die dann durch einen dreifachen Oktavsprung in die Tiefe durch die Realität abgelöst wird. Langsam baut sich das Orchester nun zu seinem dritten und letzten Höhepunkt auf, der in einen pessimistischen Schluss mündet, nach Salomos Worten in das Alles ist eitel. Über das Ende dieses Werkes sagte Bloch: „Fast alle meine Arbeiten, wie düster sie auch sein mögen, enden mit einer optimistischen Schlussfolgerung oder zumindest mit Hoffnung. Dies ist die einzige, die mit einer absoluten Negation endet. Aber das Subjekt hat es verlangt.“

## Instrumentierung
Die 1916 beim New Yorker Musikverlag G. Schirmer erschienene Partitur des Werkes sieht eine umfangreiche Instrumentation für ein großes Sinfonieorchester vor:
- Violoncello als Soloinstrument
- Erste, zweite und dritte Flöte, außerdem eine Piccoloflöte
- Erste und zweite Oboe
- Englischhorn
- Erste und zweite Klarinette
- Bassklarinette
- Erstes und zweites Fagott
- Kontrafagott
- Erstes, zweites, drittes und viertes Horn
- Erste, zweite und dritte Trompete
- Erste, zweite und dritte Posaune
- Tuba
- Pauken
- Perkussionsinstrumenten, bestehend aus Trommel, großer Trommel, Becken und Tamtam (Gong)
- Celesta
- Erste und zweite Harfe

Die Streichergruppe (die Anzahl der Instrumentalisten ist die mindeste Besetzung) besteht aus:
- Erster Violine (12 Spieler), zweiter Violine (10 Spieler)
- Bratschen (acht Spieler)
- Violoncelli (sechs Spieler)
- Kontrabass (vier Spieler)

## Publikationen (Auswahl)
- Ernest Bloch – Schelomo: Hebraic Rhapsody For Cello And Orchestra. London Records 1950. Interpreten: Zara Nelsova; The London Philharmonic Orchestra (discogs.com).
- Gregor Piatigorsky - Schelomo (RCA Victor LSC 2109) Aufnahme mit Boston Symphony Orchestra unter der Leitung von Charles Munch 1958
- Edward Elgar, Cellokonzert/Ernest Bloch, Schelomo. Interpreten: Pierre Fournier, Violoncello; Berliner Philharmoniker; Dir.: Alfred Wallenstein. Deutsche Grammophon 1966, (discogs.com Schallplatte).
- Schelomo: (Solomon); hebräische Rhapsodie für Violoncello und Orchester. Orchestre National de France, EMI-Electrola, Köln 1977, OCLC 630665991 (Schallplatte).
- Schelomo (1916), hebräische Rhapsodie für Violoncello und grosses Orchester. Musikproduktion Dabringhaus und Grimm, Detmold 1986 (CD).